# 스피치리스 (1994년 영화)
《스피치리스》(영어: Speechless)는 1994년 개봉한 미국의 로맨틱 코미디 영화이다. 지나 데이비스, 마이클 키턴, 크리스토퍼 리브, 보니 버딜리아, 어니 허드슨 등이 출연하였다. 데이비스는 당시 남편이었던 레니 할린과 함께 제작도 맡았다.

## 출연진
- 마이클 키턴
- 지나 데이비스
- 보니 버딜리아
- 어니 허드슨
- 크리스토퍼 리브
- 찰스 마틴 스미스
- 게일러드 사테인
- 레이 베이커
- 미첼 라이언
- 윌리 가슨
- 리처드 포
- 해리 시어러
- 스티븐 라이트
- 피터 매켄지
- 리처드 맥고너글
- 메리 팻 글리슨
- 존 패브로 (크레디트 미기재)

## 기타 제작진
- 라인 제작: 메리 케인
- 협력 제작: 테리 밀러
- 배역: 하워드 퓨어
- 미술: 데니스 워싱턴
- 의상: 제인 로빈슨